# Zakopane
Zakopane – miasto w południowej Polsce, w województwie małopolskim, siedziba powiatu tatrzańskiego. Największa miejscowość w bezpośrednim otoczeniu Tatr, duży ośrodek sportów zimowych, potocznie nazywany zimową stolicą Polski. W jego granicach administracyjnych znajduje się znaczna część Tatrzańskiego Parku Narodowego (od Doliny Suchej Wody do Doliny Małej Łąki).
Według danych GUS z 30 czerwca 2024 r. miasto liczyło 25 100 mieszkańców, będąc tym samym drugim pod względem ludności – po Nowym Targu – miastem Podhala.

## Położenie
Zakopane położone jest na Pogórzu Spisko-Gubałowskim, w Rowie Podtatrzańskim oraz w Tatrach, nad kilkoma potokami, których wody ostatecznie wpadają do rzeki Zakopianka (dopływu Białego Dunajca). Jest najwyżej położonym i zarazem najbardziej wysuniętym na południe miastem Polski. W granicach administracyjnych miasta znajduje się część Tatr (z najwyższym punktem, jakim jest wierzchołek Świnicy – 2301 m n.p.m.). Pomijając tereny TPN, miasto leży na wysokości 750–1126 m n.p.m. (Gubałówka), a część właściwa – zabudowana, do około 900 m n.p.m. Centralny punkt Zakopanego – skrzyżowanie ul. Krupówki i Kościuszki – znajduje się na wysokości 838 m n.p.m. Na północy rozciąga się pasmo Gubałówki, a na południu nad miastem góruje Giewont.
Historycznie leży w Małopolsce, w dawnej ziemi krakowskiej.
Według danych z roku 2017 miasto zajmuje obszar 84,26 km² (w tym: użytki rolne – 31%, użytki leśne – 57%), stanowiąc 17,89% powierzchni powiatu.
Sąsiaduje z gminami: Bukowina Tatrzańska, Kościelisko, Poronin, a także ze Słowacją.
W latach 1975–1998 Zakopane administracyjnie należało do województwa nowosądeckiego.

## Warunki naturalne

### Zanieczyszczenie powietrza
Położenie geograficzne utrudnia wentylację miasta, przez co spowija je smog, szczególnie w sezonie grzewczym. Według raportu Światowej Organizacji Zdrowia w 2016 roku Zakopane zostało sklasyfikowane jako 45. najbardziej zanieczyszczone miasto Unii Europejskiej.

## Historia

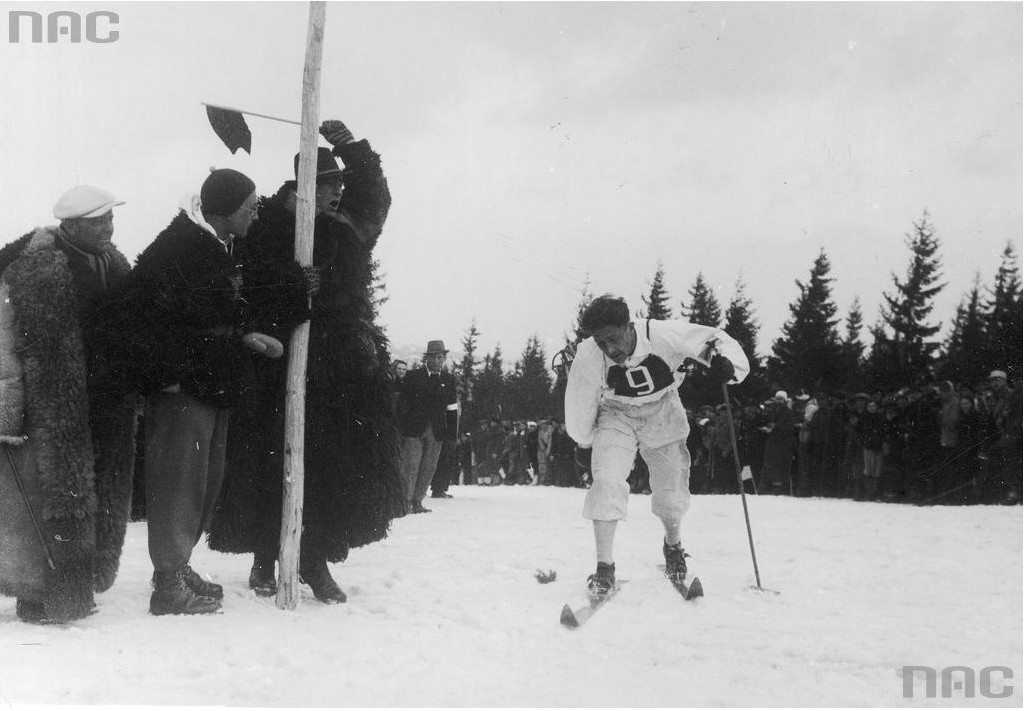
Zakopane, Mistrzostwa Świata w Narciarstwie Klasycznym w 1939 r.

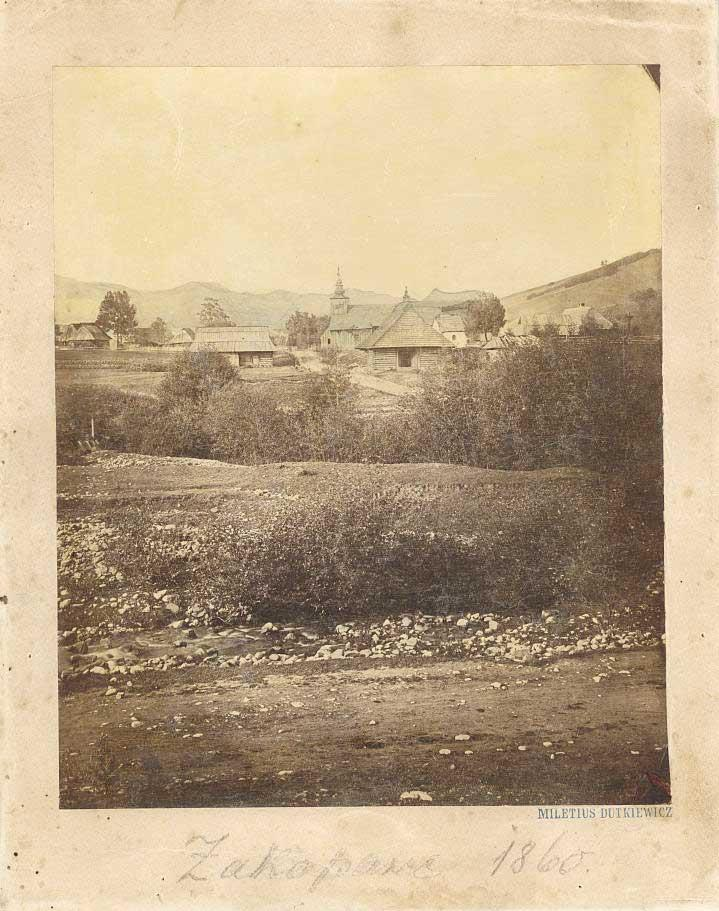
Zakopane, 1860 r., ul. Kościeliska i kościół pw. św. Klemensa, autor Melecjusz Dutkiewicz

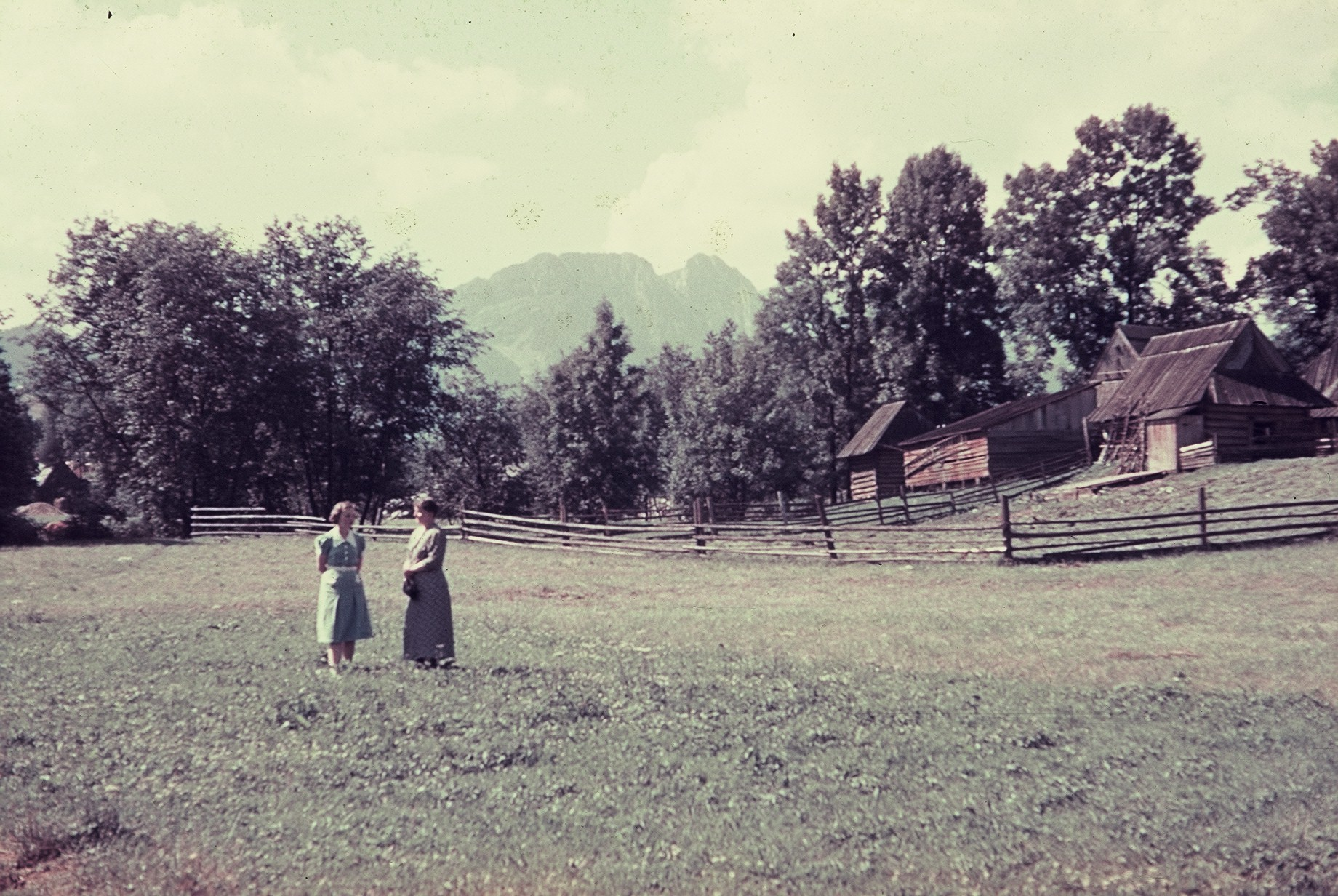
Zakopane w 1938 r. (fotografia barwna)

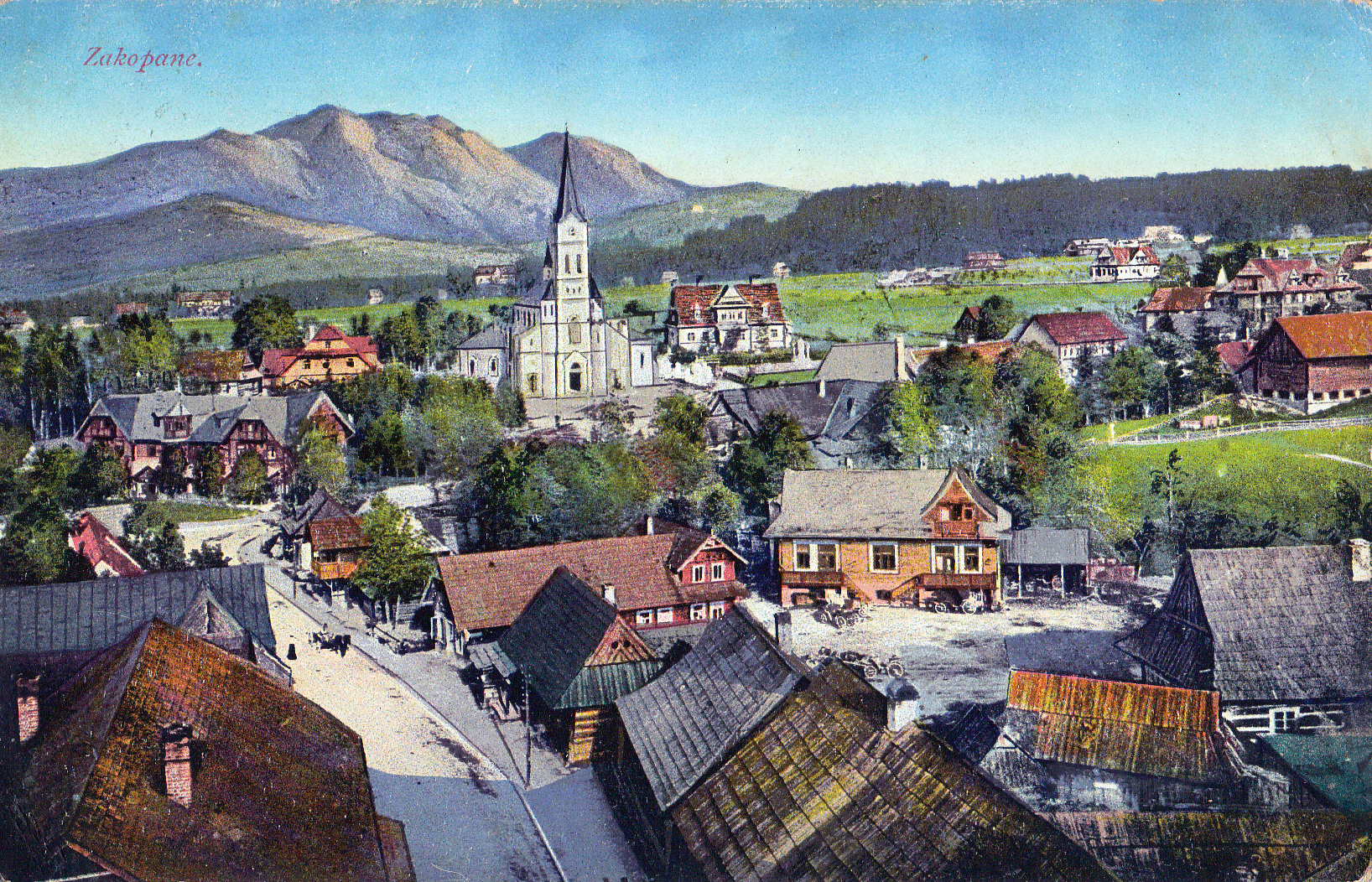
Zakopane, widok ogólny. Pocztówka pokolorowana z 1916 r.

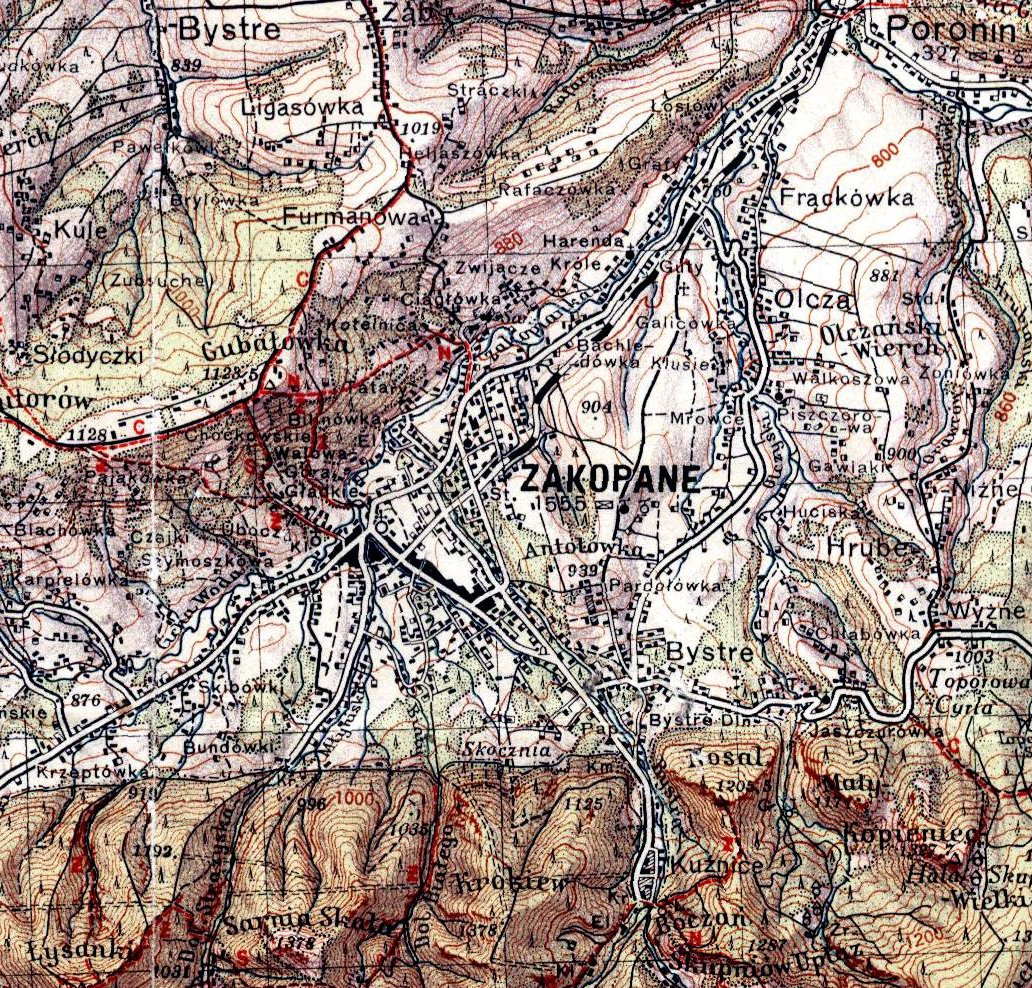
Zakopane na przedwojennej mapie WIG

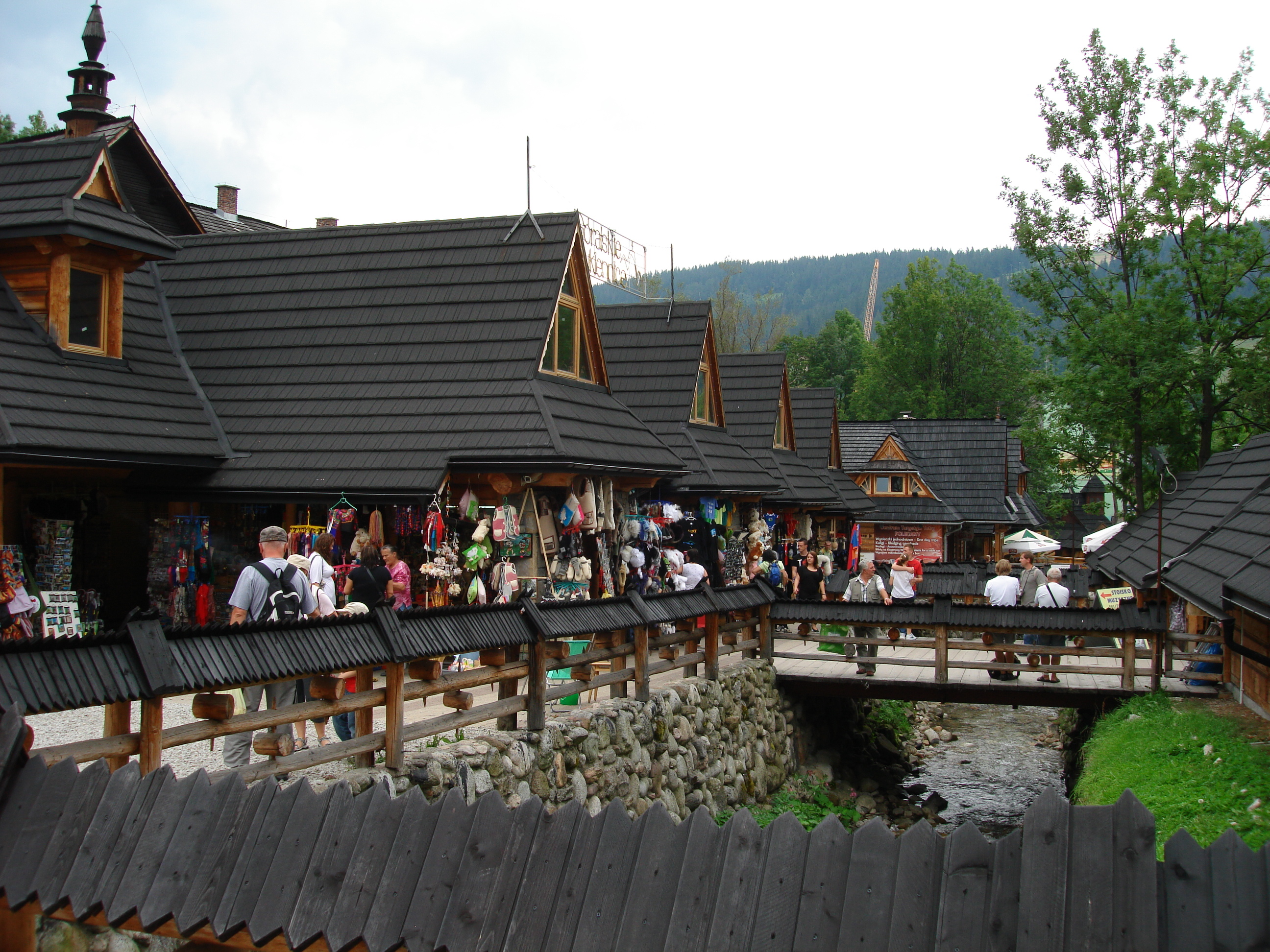
Krupówki

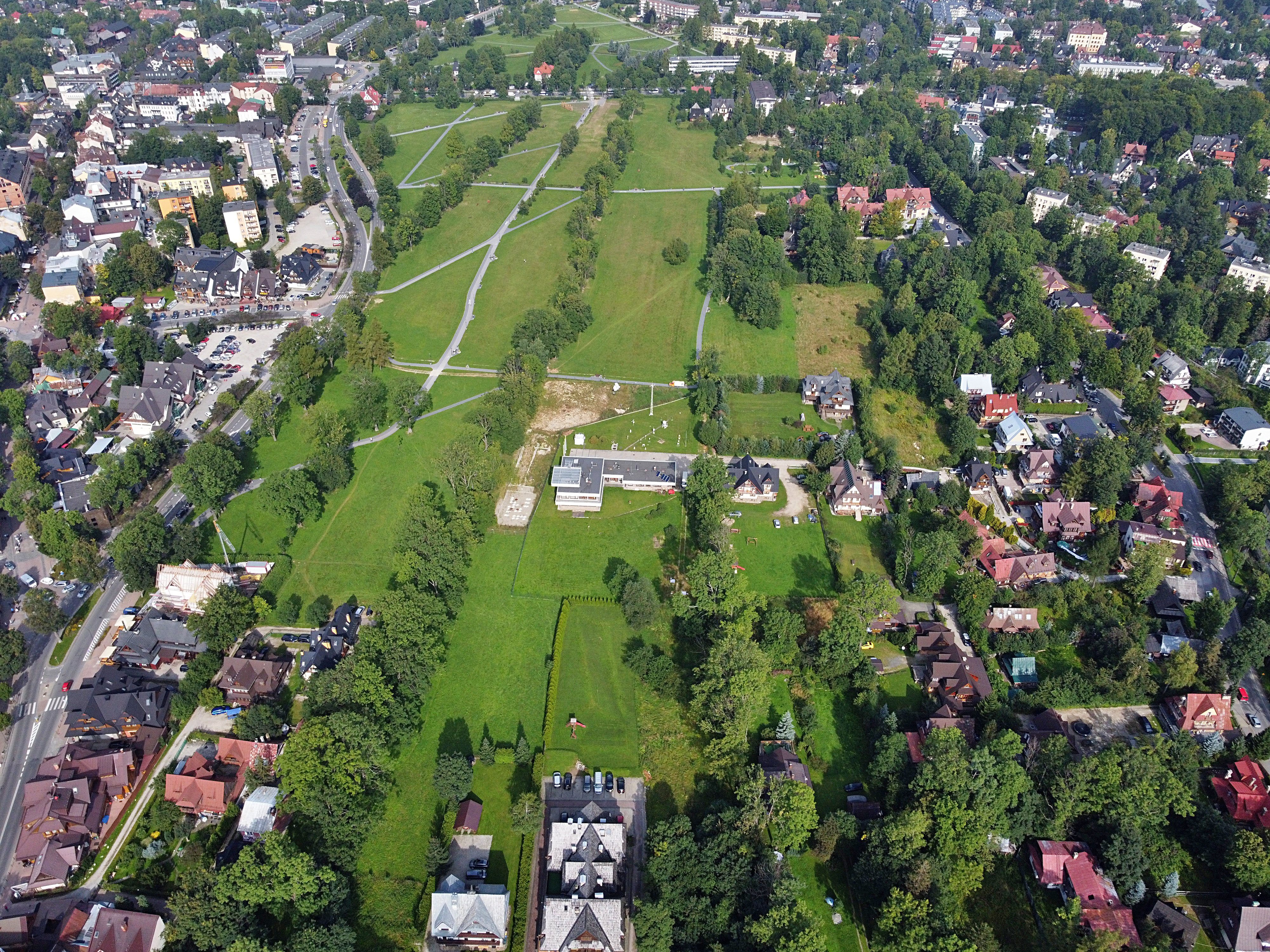
Rówień Krupowa – największy park miejski w Zakopanem

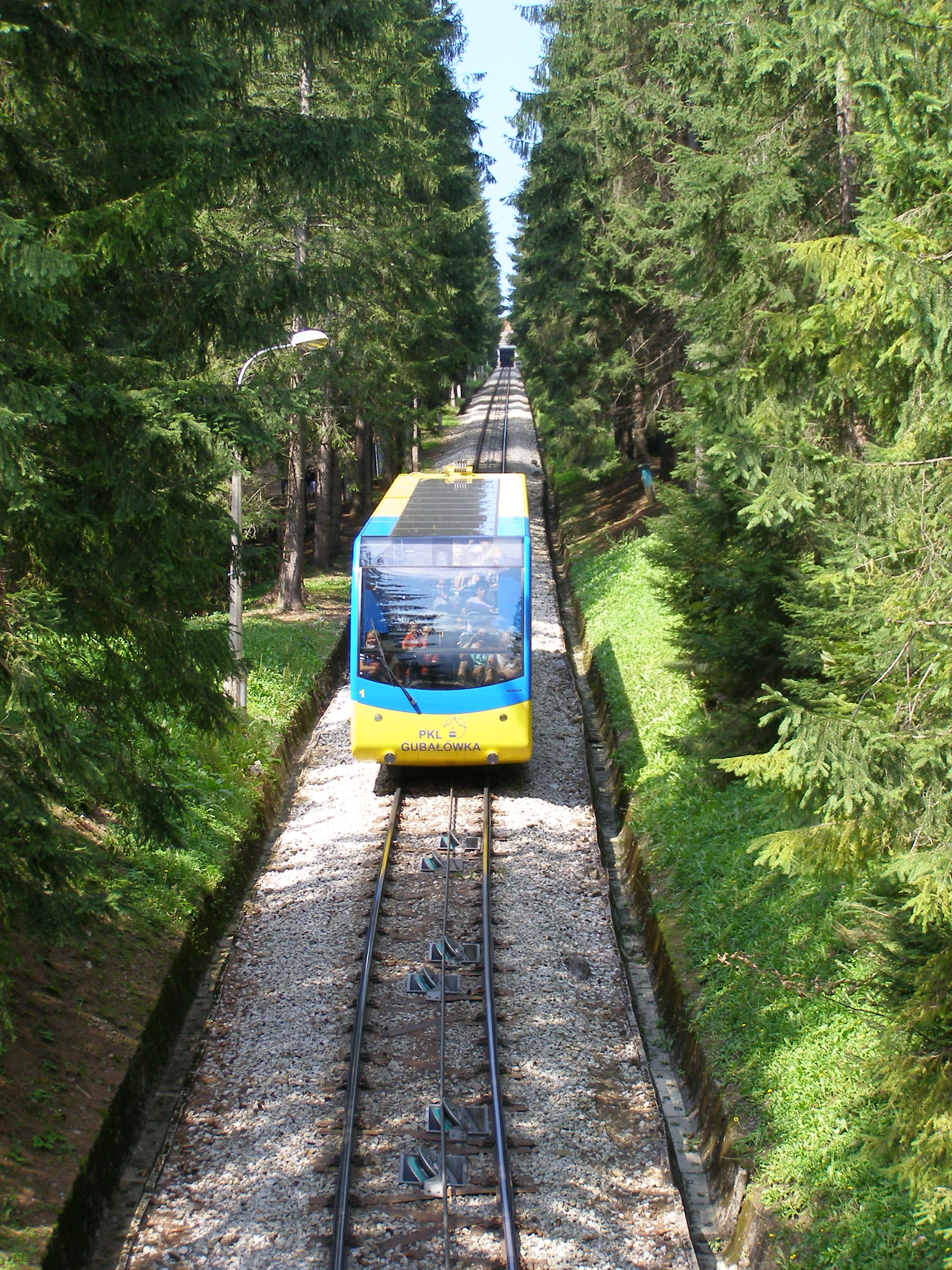
Kolej linowo-terenowa na Gubałówkę

Zakopane powstało jako osada na miejscu sezonowych osad pasterskich. Pierwszy (zaginiony) przywilej osadniczy wydał podobno Stefan Batory w 1578 r., który to przywilej został zatwierdzony przez króla Michała Wiśniowieckiego przywilejem osadniczym w 1670 r. (znanym tylko z odpisów – nie zachował się oryginał). W 1676 r. wieś liczyła 43 mieszkańców (wraz z Olczą i Poroninem). Pierwotnie osada należała do króla, później do cesarsko-królewskiego skarbu austriackiego. W 1770 r. Austria, pod pozorem utworzenia kordonu sanitarnego, przesunęła granice i zagarnęła starostwo nowotarskie z Zakopanem (oraz ziemię sądecką i czorsztyńską).
W 1824 r. Zakopane wraz z częścią Tatr zostało sprzedane węgierskiej rodzinie Homolacsów. W XVIII wieku w Kuźnicach zbudowano hutę żelaza (w XIX wieku był to największy zakład metalurgiczny w Galicji). Rozkwit Zakopanego rozpoczął się w drugiej połowie XIX w., kiedy to właściwości klimatyczne Zakopanego zaczął popularyzować Tytus Chałubiński. Wtedy także Zakopane było nazywane „duchową stolicą Polski”. W 1876 r. Towarzystwo Tatrzańskie otworzyło w Zakopanem szkołę snycerską. W 1886 r. zostało oficjalnie uznane za uzdrowisko. W 1889 r. Zakopane liczyło już 3000 mieszkańców. W okresie tym dobra zakopiańskie pozostawały w rękach Eichborna i Pelza, Niemców, którzy prowadzili rabunkową gospodarkę leśną. W 1888 r. Pelz zbankrutował i jego majątki ziemskie zostały wystawione na licytację. Do licytacji stanął Niemiec, książę Christian Hohenlohe, który zapowiedział zamknięcie stacji klimatycznej i ograniczenie dostępu do Zakopanego dla przyjezdnych. Drugim uczestnikiem przetargu był Żyd Jakub Goldfinger, właściciel miejscowej fabryki papieru, który zamierzał w dalszym ciągu rabunkowo eksploatować tatrzańskie lasy. Pierwszą licytację w lutym wygrał Goldfinger, ale została ona unieważniona. Drugą licytację dóbr zakopiańskich wyznaczono na dzień 9 maja 1889. W tymże też roku kupił je na licytacji za 460 002 złote i 3 centy (wraz z dużą częścią Tatr) hrabia Władysław Zamoyski – „mąż opatrznościowy” Tatr polskich, który stworzył podwaliny obecnego parku narodowego. Nabyte obszary Zamoyski nieoficjalnie nazwał „Państwo Zakopane”. Nowy właściciel – pomimo trudności – znacznie zmodernizował Zakopane, budując wodociągi, pocztę, szkoły, muzea i inne budynki użyteczności publicznej. Zakładał też telefony i zalesiał stoki górskie. Z jego inicjatywy w latach 1899–1901 wybudowano linię kolejową Chabówka – Zakopane. W Kuźnicach działała prowadzona przez matkę i siostrę Zamoyskiego Szkoła Domowej Pracy Kobiet, w której wykształcenie zdobyło ok. 6 tys. młodych kobiet. Według austriackiego spisu ludności z 1900 r. w 1075 budynkach w Zakopanem na obszarze 6491 hektarów (gemeinde i gutsgebiete) mieszkało 5768 osób (gęstość zaludnienia 88,9 os./km²), z czego 5531 (95,9%) było katolikami, a 234 (4,1%) wyznawcami judaizmu. W 1933 r. Zakopane uzyskało prawa miejskie.
W czerwcu 1906 roku w Zakopanem odbywa się V Zjazd SDKPiL.
Przedstawiciele PPS zaboru rosyjskiego, PPSD Galicji i Śląska, Polskiego Stronnictwa Postępowego ze Lwowa, Stronnictwa Ludowego Galicji i grupy byłych narodowych demokratów na zjeździe w Zakopanem w sierpniu 1912 roku powołali Polski Skarb Wojskowy.
W czasie II wojny światowej Zakopane stało się punktem przerzutowym na Węgry. Część górali wstąpiła do proniemieckiej organizacji Goralenvolku. W piwnicach hotelu „Palace” mieścił się areszt Gestapo. Ze względu na okrutne tortury stosowane w czasie przesłuchań miejsce to zostało nazwane Katownią Podhala. Na początku marca 1940 w willi „Pan Tadeusz” przy Drodze do Białego miała miejsce III Metodyczna Konferencja NKWD i Gestapo, na której omówiono metody pracy operacyjnej przeciwko polskiemu podziemiu i wymieniono się informacjami.
W listopadzie 1955 roku Rząd PRL podjął specjalną uchwałę o rozwoju Zakopanego.
W latach 1977–1994 było siedzibą gminy tatrzańskiej.
W dniach 4-7 czerwca 1997 Zakopane odwiedził Jan Paweł II podczas swojej 6. pielgrzymki do Polski.

## Części Zakopanego
| części miasta | Antałówka, Bachledówka, Bachledzki Wierch, Bagówka, Bory, Brzeziny, Buńdówki, Bystre, Chłabówka, Choćkowskie, Chyców Potok, Ciągłówka, Furmanowa, Galicówka, Gawalki, Gładkie, Gubałówka, Guty, Harenda, Hrubie Niżne, Huty, Janosówka, Jaszczurówka, Kalatówki, Kamieniec, Klusie, Kotelnica, Kozieniec, Króle, Krzeptówki, Krzeptówki-Potok, Krzeptówki-Potok, Kuźnice, Łosiówki, Mraźnica, Mrowce, Murowaniec, Myślenickie Turnie, Oberconiówka, Olcza, Pardałówka, Piszczory, Pod Skocznią, Rybkówka, Skibówki, Słodyczki, Sobczakówka, Spadowiec, Sperkówka, Stachonie, Stary Młyn, Stążyska, Szymaszkowa, Tatary, Toporowa Cyrla, Topory, Ubocz, Ustup, Walkosze, Walowa Góra, Wojdyły, Za Cieszymianką, Zajączyniec, Zoniówka, Zwierzyniec, Zwijacze, Żywczańskie |

## Demografia

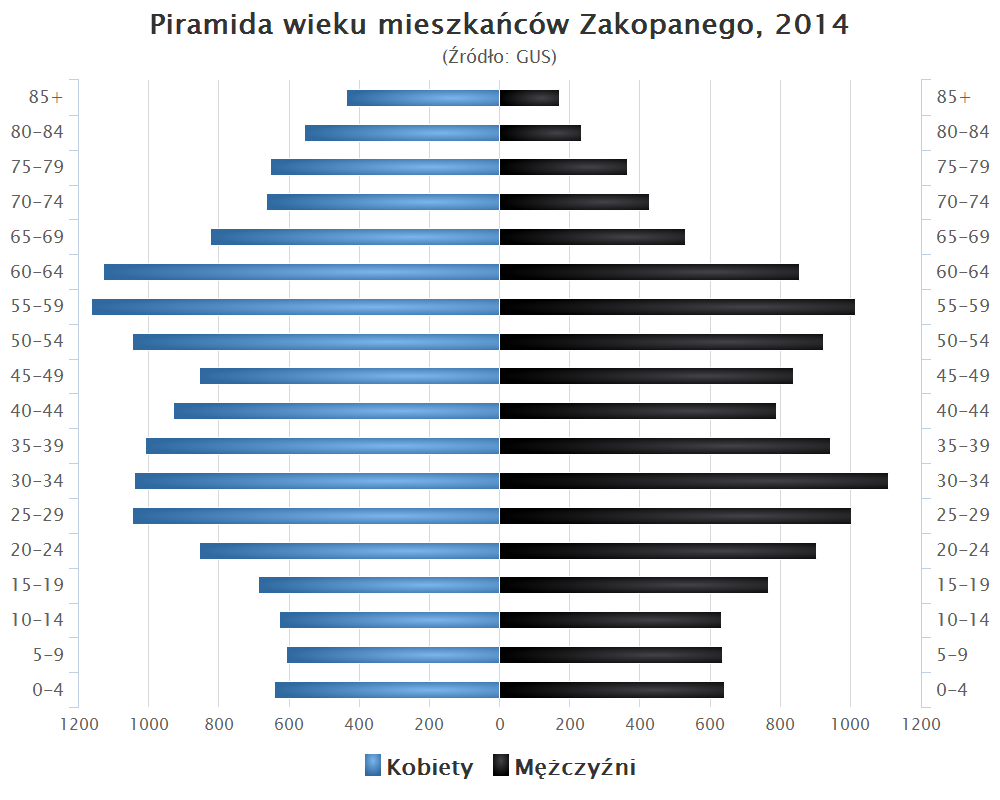
Piramida wieku mieszkańców Zakopanego w 2014 roku

Dane z 31 grudnia 2014:
| Opis                              | Ogółem | Ogółem | Kobiety | Kobiety | Mężczyźni | Mężczyźni |
| --------------------------------- | ------ | ------ | ------- | ------- | --------- | --------- |
| Jednostka                         | osób   | %      | osób    | %       | osób      | %         |
| Populacja                         | 27 556 | 100    | 14 767  | 53,6    | 12 789    | 46,4      |
| Gęstość zaludnienia [mieszk./km²] | 327,0  | 327,0  | 175,3   | 175,3   | 151,8     | 151,8     |

## Transport

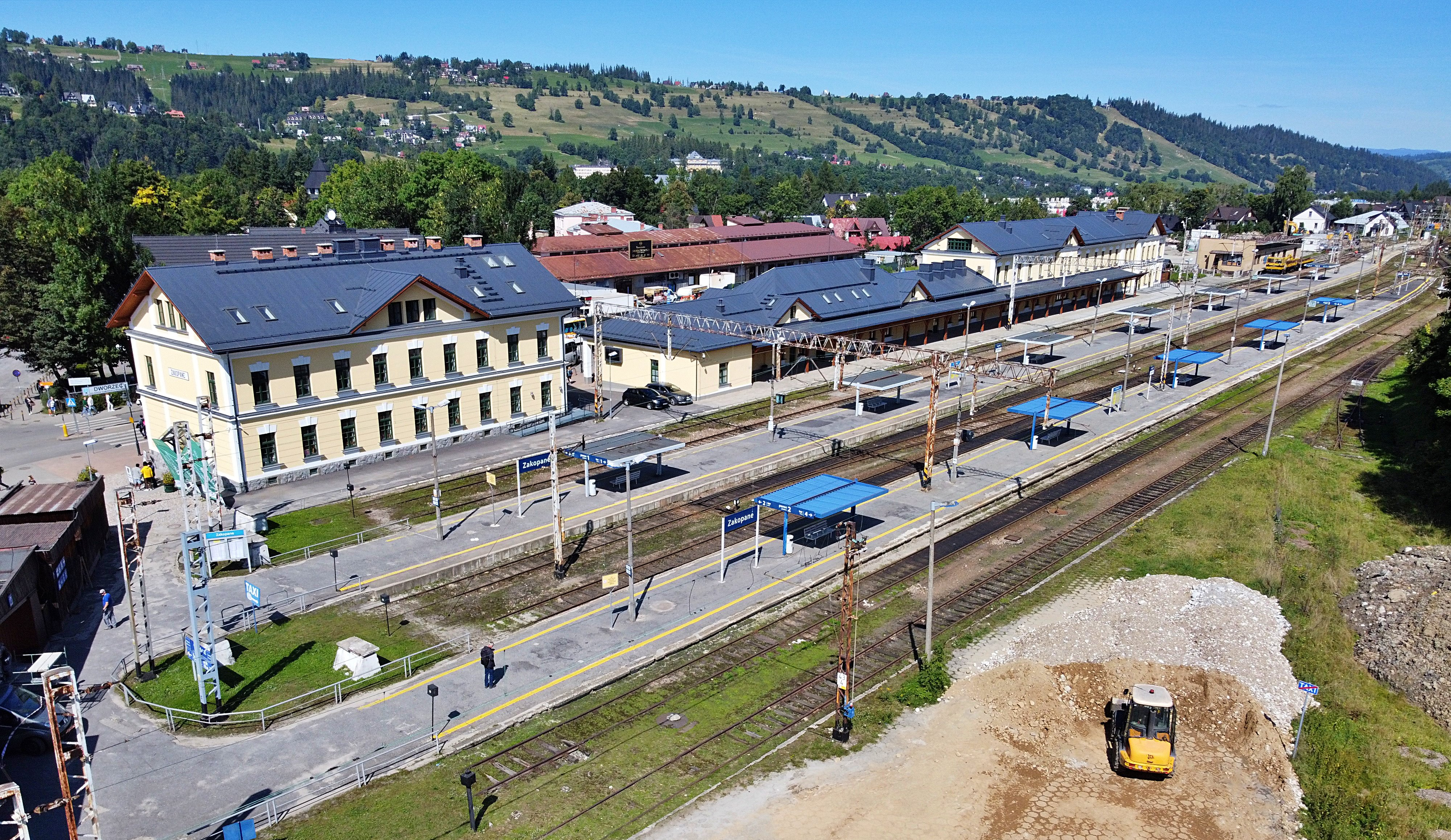
Stacja kolejowa w Zakopanem

Do Zakopanego dojeżdża linia kolejowa nr 99. Pociągi dojeżdżają do ostatniej stacji tej linii, do stacji Zakopane.
Przewozy autobusowe zapewnia szereg przewoźników zarówno w ramach regularnych, całorocznych linii, jak i okresowych, uruchamianych dodatkowo w sezonach turystycznych. Komunikacja z miejscowościami sąsiednimi zapewniana jest przez regularne linie prywatnych przewoźników.
Po mieście kursują linie przewoźników prywatnych (tzw. busy), których przystanek początkowy znajduje się pod barem FIS koło ronda przy dworcach kolejowym i autobusowym. Zapewniają komunikację z centrum miasta do sąsiednich miejscowości, początków szlaków turystycznych prowadzących w Tatry i okolice Zakopanego oraz obiektów turystycznych (np. wyciągów i tras narciarskich) – m.in. do wylotów dolin: Chochołowskiej, Kościeliskiej, Małej Łąki, Strążyskiej, Białego, do Kuźnic – dolna stacja kolei linowej na Kasprowy Wierch, tras narciarskich pod Nosalem, Jaszczurówki, Toporowej Cyrhli, Brzezin, Zazadniej, Wierchporońca, na Głodówkę, do granicy na Łysej Polanie, Palenicy Białczańskiej (droga do Doliny Roztoki i Morskiego Oka), do Bukowiny Tatrzańskiej, Poronina, Białego Dunajca, Małego Cichego, Murzasichla, Olczy, na Szymoszkową Polanę, do dolnej stacji kolei krzesełkowej „Butorowy Wierch”, do Kościeliska i Witowa.

### Komunikacja miejska
Od kwietnia 2016 roku funkcjonuje komunikacja miejska w Zakopanem obsługiwana przez spółkę komunalną Tesko autobusami Solaris Urbino 8,9 LE. Miejski transport obejmuje okrężną linię nr 14 przez Ustup i Olczę. Od 1 września 2016 uruchomiono kolejną linię autobusową (nr 11) między Krzeptówkami a Toporową Cyrlą. W grudniu 2022 r. uruchomiono kolejną linie nr 18 Aleje 3-go Maja Górne, Tetmajera, Piłsudskiego, B. Czecha, Karłowicza, Olcza, Guty, Spyrkówka. Z kolei w roku 2023 uruchomiono linię nr 21 kursującą między Cyrhlą, a doliną Małej Łąki.

### Transport lotniczy
W 2014 r. przy ul. Kamieniec przy Szpitalu Powiatowym im. dr. Tytusa Chałubińskiego oddano do użytku lądowisko dla śmigłowców sanitarnych LPR i TOPR.

### Transport prywatny
W Zakopanem znajduje się kilka korporacji taxi: Taxi Zone, Taxi Kasprowy Zakopane, Taxi Tatry oraz prywatny transport mikrobusów.

## Kultura i sztuka

### Znaczenie dla kultury polskiej
Pod koniec XIX wieku Zakopane stało się ośrodkiem kulturalnym, odwiedzanym (lub zamieszkanym) przez takie sławne postacie polskiej kultury jak: Henryk Sienkiewicz, Władysław Orkan, Stanisław Witkiewicz, Stefan Żeromski, Kazimierz Przerwa-Tetmajer, Jan Kasprowicz, Mieczysław Karłowicz, Karol Szymanowski, Stanisław Ignacy Witkiewicz i inni. Stanisław Witkiewicz (ojciec) jest autorem tzw. stylu zakopiańskiego (zwanego też od jego nazwiska witkiewiczowskim) w budownictwie. Z pobytem letników, a później także osiedlającej się w Zakopanem inteligencji nastąpił rozwój turystyki i taternictwa. W 1873 r. zawiązało się Towarzystwo Tatrzańskie, którego celami były propagowanie wiedzy o Tatrach, badanie ich, ułatwienie turystyki, ochrona przyrody i popieranie miejscowego rozwoju. Wśród inicjatorów powstania Towarzystwa byli Tytus Chałubiński, ks. Józef Stolarczyk, Walery Eljasz-Radzikowski i inni. Działalności tego Towarzystwa Zakopane zawdzięcza pierwsze oświetlenie, organizację poczty i telegrafu, budowę Dworca Tatrzańskiego. Rozwój taternictwa i powtarzające się wypadki były powodem powołania Tatrzańskiego Ochotniczego Pogotowia Ratunkowego (1909). Inicjatorem jego powstania był przede wszystkim Mariusz Zaruski. Z pobytem letników związana jest także historia teatru w Zakopanem. Pierwsze przedstawienia wystawiane były przez zespoły amatorskie tworzone przez gości, ale już w 1892 r. Zakopane odwiedził zespół teatralny złożony z zawodowych aktorów. Powołany w 1900 r. Związek Przyjaciół Zakopanego zainicjował powstanie stałego teatru amatorskiego, a od 1904 r. sezonowego zespołu zawodowego. W Zakopanem występowali Helena Modrzejewska, Antonina Hoffman, Irena i Ludwik Solscy i inni. W latach międzywojennych działał w Zakopanem Teatr Formistyczny.
Z działalnością Związku Przyjaciół Zakopanego związana są także budowa pomnika Tytusa Chałubińskiego i powstanie pierwszych stowarzyszeń sportowych.
Do najsławniejszych zabytków zaliczane są: barokowy drewniany kościółek obok Cmentarza Zasłużonych na Pęksowym Brzyzku; góralska zabudowa drewniana; budowle w stylu zakopiańskim; wille (np. Koliba, Pod Jedlami, Atma i inne).
9 marca 2024 otwarto Muzeum Palace - w dawnej siedzibie gestapo zwanej Katownią Podhala.

### Muzea i galerie sztuki
- Muzeum Tatrzańskie im. dra Tytusa Chałubińskiego
- Muzeum Przyrodnicze Tatrzańskiego Parku Narodowego
- Muzeum Kornela Makuszyńskiego
- Muzeum Jana Kasprowicza w willi „Harenda”
- Muzeum Karola Szymanowskiego w willi „Atma”
- Galeria Antoniego Rząsy
- Galeria Kamiland
- Galeria Ryszarda Orskiego[20]
- Galeria Władysława Hasiora
- Galeria „Pegaz”, działająca przy Klubie Międzynarodowej Prasy i Książki (KMPiK) w latach 1963–1977[21]
- Miejska Galeria Sztuki
- Muzeum Walki i Męczeństwa
- Muzeum Harcerskie im. Olgi i Andrzeja Małkowskich w Zakopanem

## Media lokalne

### Gazety
- Tygodnik Podhalański
- Gazeta Krakowska – lokalne wydanie
- Tatry (czasopismo) – kwartalnik TPN

### Radio
- Radio Eska Małopolska – 106,8 MHz
- Radio Plus Podhale – 107,9 MHz
- Radio Alex – 105,2 MHz
- Radio Kraków – 100,0 MHz
- Radio Plus – 102,7 MHz

## Turystyka i sport

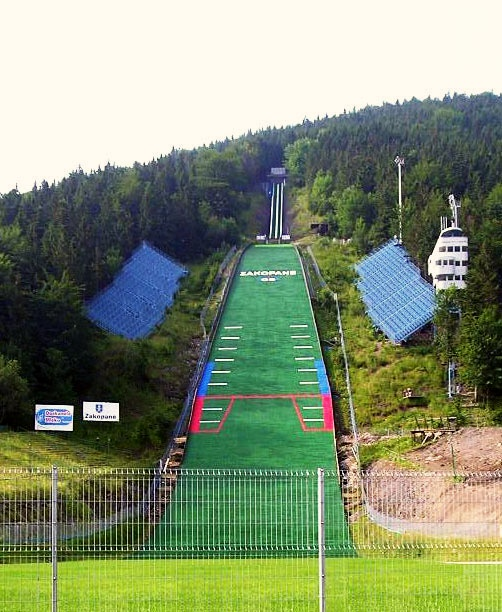
Wielka Krokiew

Znajduje się tu jeden z ośmiu w Polsce centralnych Ośrodków Przygotowań Olimpijskich, w którym znajduje się nowoczesna infrastruktura sportowa, m.in. hotel, boisko piłkarskie i lekkoatletyczne, hala sportowa, basen, skocznie narciarskie, trasa biegowa i rolkowa, trasa narciarska oraz tor łyżwiarski.
Od 2002 roku corocznie na Wielkiej Krokwi odbywa się Puchar Świata w skokach narciarskich. Wielokrotnie odbywał się także Puchar Świata w kombinacji norweskiej. W mieście tym trzykrotnie odbywały się mistrzostwa świata w narciarstwie klasycznym: w latach 1929, 1939 oraz w 1962 oraz Mistrzostwa Świata w Narciarstwie Alpejskim 1939. Dwukrotnie odbyła się tu Zimowa Uniwersjada, w 1993 i 2001. W 1974 roku na trasie K Nosalu odbył się Puchar Świata w narciarstwie alpejskim w slalomie. W 2008 roku oraz 2022 odbyły się tutaj Mistrzostwa Świata juniorów w skokach narciarskich i kombinacji norweskiej. Miasto kandydowało do organizacji Mistrzostw Świata w Narciarstwie Klasycznym 2011 (przegrana z Oslo), Mistrzostw Świata w Narciarstwie Klasycznym 2013 (przegrana z Val di Fiemme), Mistrzostw Świata w Narciarstwie Klasycznym 2015 (przegrana z Falun) i Mistrzostw Świata w Narciarstwie Klasycznym 2017 (przegrana z Lahti). Miasto starało się też, bezskutecznie, o organizację w 2006 r. Zimowych Igrzysk Olimpijskich (wygrał Turyn). W latach 2013–2014 czynione były starania o organizację Zimowych Igrzysk Olimpijskich w 2022 r. wraz z Krakowem oraz ośrodkiem narciarskim Jasna Niskie Tatry na Słowacji.
- Mistrzostwa Świata rozegrane w Zakopanem:
  - Mistrzostwa Świata w Narciarstwie Klasycznym 1929
  - Mistrzostwa Świata w Narciarstwie Alpejskim 1939
  - Mistrzostwa Świata w Narciarstwie Klasycznym 1939
  - Mistrzostwa Świata w Narciarstwie Klasycznym 1962
  - Mistrzostwa Świata w Biathlonie 1969
  - Mistrzostwa Świata Juniorów w Narciarstwie Klasycznym 2008 oraz 2022
  - Mistrzostwa Świata Juniorów w Łyżwiarstwie Szybkim 2009
- Mistrzostwa Europy rozegrane w Zakopanem:
  - Mistrzostwa Europy w Biathlonie 2000
- Uniwersjady rozegrane w Zakopanem:
  - Zimowa Uniwersjada 1993
  - Zimowa Uniwersjada 2001

Liczne sanatoria i domy wypoczynkowe oraz duża baza noclegowa czynią z Zakopanego miejscowość atrakcyjną dla turystów.
Główną atrakcją turystyczną są Tatry. Inne to:
- kolej linowo-terenowa na Gubałówkę
- kolej linowa na Kasprowy Wierch
- kolej krzesełkowa na Butorowy Wierch
- skocznia narciarska Wielka Krokiew
- Teatr im. Stanisława Ignacego Witkiewicza
- liczne festiwale i imprezy folklorystyczne (Jesień Tatrzańska i Międzynarodowy Festiwal Folkloru Ziem Górskich)

### Piłka nożna
W Zakopanem działają dwa kluby piłkarskie – jednym z nich jest KS Zakopane, który powstał w 2007 r. w wyniku fuzji ZKP Zakopane i Jutrzenki Zakopane. Obecnie gra w rozgrywkach B klasy w grupie Podhale II. Swoje spotkania rozgrywa na obiekcie przy ul. Orkana 6.
W sezonie 2015/2016 reaktywowany został Zakopiański Klub Piłkarski Zakopane. Po udanym sezonie 2015/16, w którym piłkarzom ZKP udało się wywalczyć miejsce premiowane awansem w podhalańskiej C-klasie, obecnie grają oni w rozgrywkach podhalańskiej klasy B.

### Szlaki turystyczne
Zakopane jest punktem wyjściowym dla następujących pieszych szlaków turystycznych w Tatry i Pogórze Spisko-Gubałowskie:
 Droga pod Reglami: Zakopane-Murowanica – Wielka Krokiew – Dolina Białego (wylot) – Dolina Strążyska (wylot) – Dolina Małej Łąki (wylot) – Kiry (Dolina Kościeliska – wylot)
 Zakopane-Murowanica – Nosal – Nosalowa Przełęcz – Kuźnice – Myślenickie Turnie – Kasprowy Wierch
 Zakopane-Kuźnice – Dolina Jaworzynka – Przełęcz między Kopami
 Zakopane-Kuźnice – Boczań – Przełęcz między Kopami – Schronisko PTTK „Murowaniec” na Hali Gąsienicowej – Czarny Staw Gąsienicowy – Zawrat – Dolina Pięciu Stawów Polskich – Schronisko PTTK w Dolinie Pięciu Stawów Polskich – Świstowa Czuba – Wolarnia nad Kępą – Schronisko PTTK nad Morskim Okiem
 Zakopane-Kuźnice – Hotel górski PTTK Kalatówki (opcjonalnie) – Schronisko PTTK na Hali Kondratowej – Kondracka Przełęcz – Giewont
 Zakopane-Kuźnice – Klasztor Albertynek na Kalatówkach
 Zakopane-Jaszczurówka – Dolina Olczyska – Wielki Kopieniec (opcjonalnie) – Zakopane-Toporowa Cyrla
 Zakopane-Toporowa Cyrhla – Dolina Suchej Wody – Rówień Waksmundzka – Dolina Waksmundzka – Droga Oswalda Balzera, stąd:
- Palenica Białczańska
- Wodogrzmoty Mickiewicza – Dolina Rybiego Potoku – Schronisko PTTK nad Morskim Okiem – Czarny Staw – Rysy

 Zakopane-Pod Skocznią – Dolina Białego – Ścieżka nad Reglami
 Zakopane – Buńdówki – Dolina Strążyska – Dolina Grzybowiecka – Grzybowiec – Wyżnia Kondracka Przełęcz pod Giewontem
 Zakopane – Krzeptówki – Dolina za Bramką
 Zakopane – Butorowy Wierch – Gubałówka
 Zakopane – okolice źródeł potoku Szymoszków
 Zakopane Dom Turysty PTTK – Gubałówka – Mietłówka – Płazówka – Witów – Przysłop Witowski – Magura Witowska
 Zakopane – Nowe Bystre
 Zakopane-Ciągłówka – Furmanów Wierch – Ząb – Szaflary
 Zakopane-Antałówka – Zakopane-Harenda – Furmanów – Gubałówka

## Religia

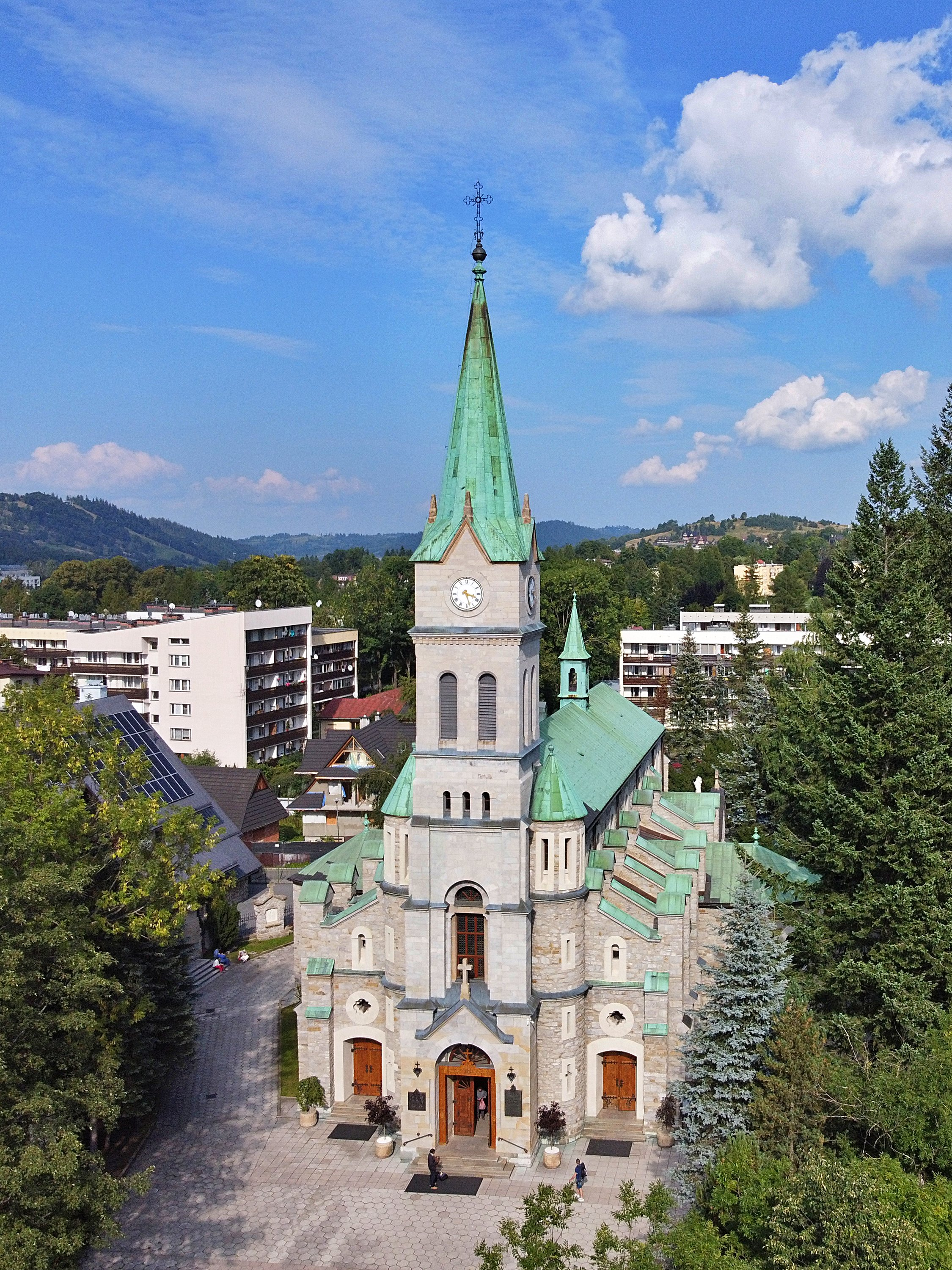
Neoromański kościół parafialny pw. Świętej Rodziny na Krupówkach

- Kościół rzymskokatolicki (10 parafii i 2 klasztory; zobacz: dekanat Zakopane):
  - Sanktuarium Matki Bożej Fatimskiej
  - Sanktuarium Matki Bożej Objawiającej Cudowny Medalik w Zakopanem – na Olczy
  - Sanktuarium Najświętszej Rodziny
  - Sanktuarium Świętego Antoniego z Padwy (oo. bernardyni)
  - Kościół parafialny Świętego Krzyża w Zakopanem
  - Kościół parafialny Niepokalanego Serca Najświętszej Maryi Panny w Zakopanem
  - Kościół parafialny Miłosierdzia Bożego w Zakopanem (Cyrhla)
  - Kościół parafialny Miłosierdzia Bożego w Zakopanem (Chramcówki)
  - Kościół parafialny św. Jana Apostoła i Ewangelisty na Harendzie
  - Stary Kościółek Matki Bożej Częstochowskiej
  - Kościół Rektoralny Matki Bożej Nieustającej Pomocy na Górce
  - Kościół Rektoralny Matki Bożej Królowej Świata (Salwatorianów)
  - Klasztor Albertynek na Kalatówkach
  - Klasztor Albertynów na Śpiącej Górze
  - Klasztor Bonifratrów na Krzeptówkach pw. św. Augustyna
  - Klasztor Karmelitanek Bosych przy ul. Kościelnej
  - Klasztor Urszulanek na Jaszczurówce
  - Kaplica Najświętszego Serca Pana Jezusa w Jaszczurówce
  - Kaplica Matki Boskiej Jaworzyńskiej Królowej Tatr na Wiktorówkach
  - Kaplica Matki Bożej Różańcowej na Gubałówce
- Kościoły protestanckie:
  - Kościół Adwentystów Dnia Siódmego – zbór w Zakopanem[27]
  - Kościół Boży w Polsce – Kościół Jezusa Chrystusa w Zakopanem[28]
  - Kościół Boży w Chrystusie – Kościół Boży w Chrystusie w Zakopanem[29]
  - Kościół Ewangelicko-Augsburski w RP – miejscowi wierni Kościoła Ewangelicko-Augsburskiego są obsługiwani przez duszpasterza Parafii Ewangelicko-Augsburskiej Nowy Sącz-Stadło[30]
- Świadkowie Jehowy:
  - zbór Zakopane (w tym grupa j. migowego) (Sala Królestwa)[31][32]
- Prawosławie
  - Punkt duszpasterski (podlegający parafii w Krakowie). Nabożeństwa są celebrowane w jedną sobotę w miesiącu w rzymskokatolickim kościele Matki Bożej Częstochowskiej („starym kościółku”) przy ulicy Kościeliskiej[33]
- Buddyzm:
  - Buddyjski Związek Diamentowej Drogi Linii Karma Kagyu

## Współpraca międzynarodowa
Miasta i gminy partnerskie:
- Bansko, Bułgaria
- Polonezköy, Turcja
- Opatija, Chorwacja
- Poprad, Słowacja (od 25 czerwca 1993)
- Saint-Dié-des-Vosges, Francja (od 14 lipca 1990)
- Siegen, Niemcy (od 21 kwietnia 1989)
- Sopot, Polska (od 20 marca 1993)
- Stryj, Ukraina (od 6 czerwca 2004)
- Vysoke Tatry, Słowacja (od 5 września 2003)